# Гнусе, Джулия
Джулия Гнусе (англ. Julia Gnuse; 18 января 1955 — 11 августа 2016, Флинт, Мичиган), известная под прозвищем The Illustrated Lady (в переводе Расписная Леди) — американка, ставшая знаменитой благодаря тому, что 95 % её кожи покрыто татуировками. Согласно Книге рекордов Гиннесса, она являлась самой татуированной женщиной в мире. У Дж. Гнусе после 30 лет развилась порфирия, состояние, при котором солнечный свет вызывает появление на коже волдырей. Так как волдыри часто приводили к появлению шрамов, она начала наносить татуировки, чтобы скрыть их. Однако татуировки не могли предотвратить появление новых волдырей.